# Havsbraxen
Havsbraxen  (Brama brama) är en fisk från familjen havsbraxenfiskar som finns i stora delar av Atlanten, Indiska oceanen och Stilla havet. Den kallas också Rays havsbraxen och långryggig havsbraxen.

## Utseende
Kroppen är hög och sammantryckt mot sidorna. Den är gråbrun till grönaktig på ryggen med silverfärgade sidor och buk. Bröstfenorna är långa, rygg- och analfenorna fjälltäckta. Tänderna är spetsiga och tämligen kraftiga. Största vikt är 9 kg. Maximala längden är 100 centimeter, men vanligen blir den inte mycket större än 40 centimeter.

## Vanor
Havsbraxen är en pelagisk stimfisk som föredrar temperaturer mellan 12 och 24 °C. på djup upp till 1 000 meter. Djupet kan variera, troligtvis beroende på temperatur. Den livnär sig på ett stort antal byten, som småfisk, märlkräftor, lysräkor och bläckfiskar. Högsta noterade ålder är 9 år.

### Fortplantning
Arten leker i varmt vatten under sommaren. Ägg och yngel är pelagiska.

## Utbredning
Havsbraxen finns i Atlanten med en nordgräns från Nova Scotia till mellersta Norge och en sydgräns i norra halvan från Bermuda till Västafrika. Dessutom finns den i ett sydligt bälte i Sydatlanten, Indiska oceanen och södra Stilla havet från sydvästra Sydamerika via Sydafrika, södra Australien och Nya Zeeland till mellersta Chiles kust.

## Kommersiell användning
Arten är en populär matfisk som är föremål för trål- och långrevsfiske i stora delar av utbredningsområdet och säljes både färsk och frusen.